# Venevere (Sakala Północna)
Venevere – wieś w Estonii, w prowincji Viljandi, w gminie Sakala Północna.